# Petra Kurkova
Petra Kurkova, né le 2 août 1973 à Ostrava, est une skieuse alpin tchèque sourde. Elle détient le record de titres Deaflympics d'hiver dans la domaine du ski alpine en féminin : huit médailles d'or.

## Records
Petra Kurkova a établi de record : celui de la skieuse alpine ayant obtenu le plus de titres Deaflympics (huit au total). Elle est également l'une des skieuses féminines sourdes à s'être imposée au moins une fois dans cinq disciplines aux Deaflympics d'hiver.

## Deaflympics d'hiver
- Deaflympics d'hiver de 1999
  -  Médaille d'Or sur l'épreuve du Descente
  -  Médaille d'Or sur l'épreuve du Super-G
  -  Médaille d'Or sur l'épreuve du Slalom
  -  Médaille d'Or sur l'épreuve du Combiné
- Deaflympics d'hiver de 2003
  -  Médaille d'Or sur l'épreuve du Slalom (Slalom)
  -  Médaille d'Or sur l'épreuve du Slalom (Slalom parallèle)
  -  Médaille d'argent sur l'épreuve du Descente
  -  Médaille de bronze sur l'épreuve du Slalom Géant
- Deaflympics d'hiver de 2007
  -  Médaille d'Or sur l'épreuve du Slalom
  -  Médaille d'Or sur l'épreuve du Combiné
  -  Médaille d'argent sur l'épreuve du Super-G
  -  Médaille de bronze sur l'épreuve du Descente